# Pakistanska muslimska förbundet – Jinnah
Pakistanska muslimska förbundet – Jinnah (پاکستان مسلم لیگ جناح) var ett politiskt parti med rötter i Pakistanska muslimska förbundet, uppkallat efter Pakistans grundare, Muhammad Ali Jinnah. 
Partiet grundades av Mian Manzoor Ahmad Wattoo, som också blev partiledare.
I maj 2004 gick Pakistanska muslimska förbundet – Jinnah ihop med Millatpartiet, National People's Party,  Sindh Democratic Alliance, Pakistanska muslimska förbundet – F, Pakistanska muslimska förbundet – Q, Pakistanska muslimska förbundet – Z och Pakistanska muslimska förbundet – J och bildade Pakistanska muslimska förbundet – L.